# Mougoutsi
Mougoutsi é um departamento da província de Nyanga, no Gabão.